# Graziano Delrio

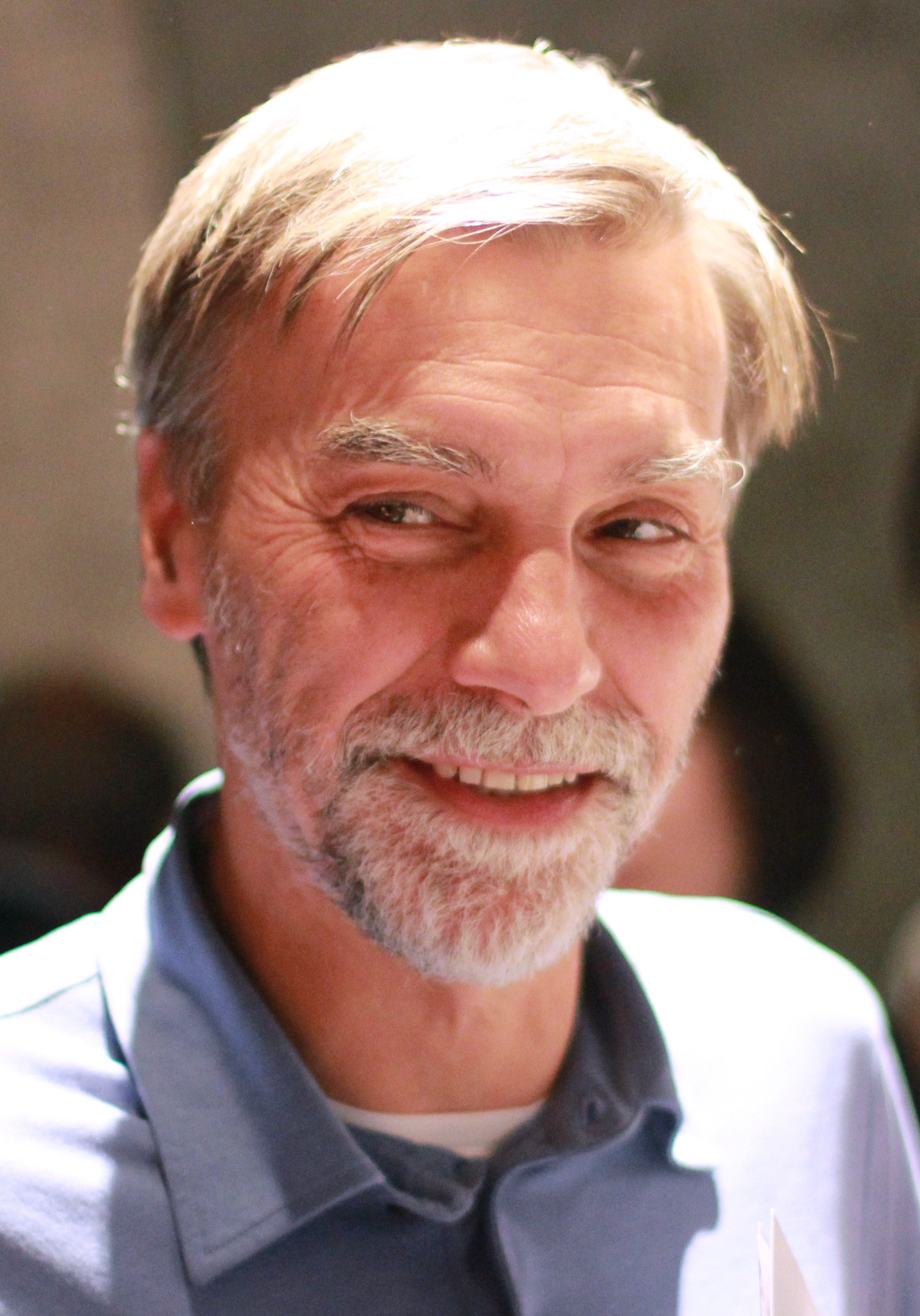
Graziano Delrio (2014)

Graziano Delrio (* 27. April 1960 in Reggio nell’Emilia) ist ein italienischer Politiker der Partito Democratico (PD). Er war von 2004 bis 2013 Bürgermeister seiner Heimatstadt, anschließend Staatssekretär und Minister der italienischen Regierung. Vom 2. April 2015 bis zum 1. Juni 2018 war er Minister für Infrastruktur und Verkehr.

## Leben
Delrio absolvierte ein Medizinstudium an der Universität Modena und spezialisierte sich danach auf Endokrinologie. Er war Hochschullehrer an der Universität Modena und Reggio Emilia.
Als Mitglied der christdemokratischen Partito Popolare Italiano (PPI) zog er 1999 in den Stadtrat von Reggio Emilia ein. Im folgenden Jahr wurde er in das Regionalparlament der Region Emilia-Romagna gewählt, wo er den Gesundheits- und Sozialausschuss leitete. Die PPI ging 2002 in der Partei Democrazia è Libertà – La Margherita auf. Im Juni 2004 gewann Delrio die Bürgermeisterwahl in Reggio Emilia als Kandidat des Mitte-links-Bündnisses L’Ulivo im ersten Wahlgang mit 63 %. Damit war er der erste nicht kommunistische Bürgermeister seit 1945 in dieser traditionell „roten“ Stadt (allerdings wurde er im Rahmen des L’Ulivo-Bündnisses auch von den Nachfolgeparteien der PCI unterstützt). Im Juni 2009 wurde er, mittlerweile als Mitglied der Partito Democratico, in diesem Amt bestätigt – wiederum im ersten Wahlgang mit 52,5 % der Stimmen. 2011 folgte er Sergio Chiamparino an der Spitze der Vereinigung italienischer Gemeinden (ANCI) nach.
Am 28. April 2013 wurde Delrio im Kabinett Letta Minister für regionale Angelegenheiten, ab dem folgenden 26. Juni erhielt er auch die Zuständigkeit für Sport. Im Kabinett Renzi übernahm er am 22. Februar 2014 den Posten des ranghöchsten Staatssekretärs im Amt des Ministerpräsidenten und wurde damit wichtigster Mitarbeiter Matteo Renzis. Nach dem Rücktritt von Infrastruktur- und Verkehrsminister Maurizio Lupi übernahm er dessen Amt am 2. April 2015. Bei den Parlamentswahlen in Italien 2018 errang Delrio im Wahlkreis seiner Heimatstadt ein Direktmandat für die Abgeordnetenkammer.
Delrio heiratete seine Frau Anna Maria, als er 22 war. Sie haben fünf Töchter und vier Söhne.